# Архітектура Радянської України
«Архітекту́ра Радя́нської Украї́ни» — перший професійний щомісячний ілюстрований журнал Спілки архітекторів України (нині Національна спілка архітекторів України). Видавався українською мовою в Києві від 1938 року за ухвалою першого з'їзду архітекторів Української РСР. Останнє число побачило світ у червні 1941 року. Всього було видано 40 номерів.
Відповідальним редактором журналу був Григорій Головко — тодішній голова Спілки архітекторів України.
У журналі друкувались описи проектів Будинку Верховної Ради України, Республіканського стадіону, Київського універмагу, генплани реконструкції обласних центрів тощо. Висвітлювались теми соціалістичного реалізму, національних форм в архітектурі, історія забудови і планування Києва у дореволюційний час; розглядались проблеми зеленого будівництва і квіткового оформлення міст. Виходили статті, присвячені діяльності видатних архітекторів (В. Беретті, О. Беретті, В. Растреллі, М. Казаков, П. Неєлов), а також українським архітекторам (О. Бекетов, О. Кобелев, В. Риков, В. Троценко).
Також у журналі наводилася інформація про художні виставки, бібліографія нових видань з архітектури, друкувалися словники архітектурних термінів.